# Takuya Sasagaki
Takuya Sasagaki (født 1. juni 1991) er en japansk tidligere professionel fodboldspiller.
Han har spillet for flere forskellige klubber i sin karriere, herunder Roasso Kumamoto og Fujieda MYFC.